# Coppa Italia 2007/2008
Pohárový ročník Coppa Italia 2007/08 byl 61 ročník italského poháru ve fotbalu. Soutěž začala 15. srpna 2007 a skončila 24. května 2008. Zúčastnilo se jí celkem 42 klubů.
Obhájce z minulého ročníku byl klub AS Řím.

## Vítěz
| Coppa Italia 2007/08 AS Řím (9. titul) |